# Hansjörg Reuter
Hansjörg Reuter (* 3. August 1983) ist ein deutscher Biathlet.
Hansjörg Reuter lief 2002 in Ridnaun seine erste Junioren-Weltmeisterschaft. In Italien wurde er unter anderem Achter im Sprint, Zwölfter der Verfolgung und gewann mit Michael Rösch, Robert Wick und Markus Neumaier Staffelgold vor Tschechien und Weißrussland. Nur wenig später gewann er bei den Junioren-Europameisterschaften des Jahres in Kontiolahti hinter Maxim Tschudow Silber im Einzel, Bronze in der Verfolgung, nachdem er im Sprint als Vierter eine Medaille noch verpasst hatte und mit der Staffeln in der Junioren-WM-Besetzung Silber hinter Russland. Ein Jahr später gewann Reuter bei der Junioren-WM in Kościelisko erneut Silber mit der Staffel, zu der nun neben Roesch Norbert Schiller und Steve Renner gehörten. In der Verfolgung lief er auf Rang sieben vor, nachdem er im Sprint nur 31. war. In der Saison 2003/04 gewann Reuter zwei Rennen des Junioren-Europacups, darunter ein Staffelrennen. Erneut erfolgreich verlief die Junioren-WM, die 2004 in Haute-Maurienne ausgetragen wurde. Hier gewann Reuter nicht nur mit Renner, Roesch und Christoph Knie die Goldmedaille mit der Staffel, sondern auch im Einzelwettbewerb. Zusätzlich war er Zehnter im Sprint und Achter der Verfolgung.
Im Seniorenbereich debütierte Reuter 2004 im Rahmen der Biathlon-Europacups in Obertilliach und belegte in seinem ersten Einzel-Rennen den siebten Platz. Verpasste er wenig später an selber Stelle als Sprint-Vierter noch das Podest, erreichte er dieses in derselben Saison in Ridnaun noch in einem Staffelrennen. Die Bronzemedaille mit der Staffel gewann Reuter gemeinsam mit Carsten Pump, Carsten Heymann und Jörn Wollschläger auch bei den Biathlon-Europameisterschaften 2005 in Nowosibirsk. Dort wurde Renner zudem 19. im Sprint und 12. der Verfolgung. Seit 2006 wurde Reuter international nicht mehr eingesetzt.